# Monster (Zeeland)
Monster is een voormalig dorp op het voormalige eiland Borssele in Nederland. Het werd voor het eerst genoemd in 1216. In 1530/1532 is het dorp verdronken.
Nadat het land werd herdijkt in 1616, en deel werd van Zuid-Beveland, werd op ongeveer dezelfde locatie het huidige dorp Borssele gebouwd.
Uit (amateur)onderzoek blijkt dat het dorp hoogstwaarschijnlijk aan de westkant van de plaats heeft gelegen waar momenteel de 20 meter verhoogde kruising van de wegen naar Ovezande, 's-Heerenhoek en Borssele ligt (plaatselijk bekend als 'De Bult'). Bodemvondsten wijzen er op dat op deze locatie in vroeger tijden veel bebouwing heeft gestaan en reeds diverse malen zijn hier munten en andere objecten gevonden.
Het is echter ook mogelijk dat deze locatie het dorp St.-Katherijnekerke (Sinte Katrinen) betreft.